# 黃政堯
黃政堯（1985年6月27日—），台灣職業壁球男子選手，為台灣第一位職業壁球協會(PSA)選手。2013年，他打進南澳公開賽決賽，成為首位打進PSA決賽的台灣選手；2009高雄世界運動會時台灣唯一壁球項目選手，2013年天津東亞運動會壁球男子單打銀牌，2014年12月，黃政堯世界排名首度進入PSA前一百名，來到第98名；2016年3月，世界排名最高來到86名；2018年在台創立AJ Squash Academy培育國內壁球選手，並在同年獲得新加坡公開賽冠軍；2019年台北壁球協會研習會擔任講師。2022年台灣公開賽冠軍。2024年亞洲盃錦標賽帶隊教練。

## 外部連結
- 黃政堯個人部落格 （页面存档备份，存于）
- 黃政堯在PSA中的資料 （页面存档备份，存于）
- 黃政堯FB粉絲團網頁 （页面存档备份，存于）